# Японский национальный стадион
Японский национальный стадион (яп. 国立競技場 кокурицу кё:гидзё:), ранее известный как Новый национальный стадион, — многофункциональный стадион, используемый преимущественно для проведения футбольных матчей и расположенный в районе Касумигаокамати (специальный район Синдзюку, Токио). На стадионе прошли церемонии открытия и закрытия летних Олимпийских игр 2020 и прошли церемонии открытия и закрытия летних Паралимпийских игр 2020 года, а также соревнования по лёгкой атлетике в рамках этих игр.
Снос прежнего Национального стадиона был завершён в мае 2015 года, что позволило начать строительство новой арены 11 декабря 2016 года.
Первоначальный план нового стадиона был отменён в июле 2015 года премьер-министром Японии Синдзо Абэ, объявившим о его пересмотре после общественных протестов из-за увеличения затрат на его строительство. В итоге стадион не смог принять у себя матчи чемпионата мира по регби 2019 года, как предполагалось изначально. Новый проект стадиона, разработанный архитектором Кэнго Кумой, был принят в декабре 2015 года. Строительство арены было закончено 30 ноября 2019 года.

## История
После того, как Токио подал заявку на проведение летних Олимпийских игр 2020 года, начались дискуссии о возможном ремонте или реконструкции Национального олимпийского стадиона, который в случае победы заявки должен был бы принять у себя проведение церемоний открытия и закрытия игр, а также соревнований по лёгкой атлетике.
В феврале 2012 года было принято решение, что стадион будет снесён, а на его месте построен новый. На этот проект планировалось выделить 1 миллиард фунтов стерлингов. В ноябре 2012 года были представлены эскизы новой национальной арены, основанные на проекте архитектора Захи Хадид. Старый стадион был снесён в 2015 году, а возведение нового изначально планировалось завершить в марте 2019 года. Помимо задействования в ходе Олимпийских игр, планировалось, что он станет местом проведения соревнований по лёгкой атлетике, регби и футбольных матчей.
Правительство Японии объявило о внесении изменений в проект Хадид в мае 2015 года, сославшись на бюджетные ограничения. Так были отменены планы по строительству выдвижной крыши и преобразованию части постоянных сидений во временные. Площадь участка со стадионом была уменьшена с 71 акра до 52. Некоторые известные японские архитекторы, в том числе Тоёо Ито и Фумихико Маки, подвергли критике проект Хадид. Ито сравнил будущий стадион с черепахой, а Маки назвал «белым слоном». Другие высказывали недовольство вторжением стадиона в пространство садов храма Мэйдзи. С другой стороны архитектор Арата Исодзаки оказался разочарован этими изменениями, заявив, что был «потрясён, увидев, что динамизм, присутствовавший в первоначальном плане Хадид, исчез».
Сооружение крыши нового стадиона было чрезвычайно проблематично с инженерной точки зрения, поскольку для этого требовалось строительство двух стальных арок длиной 370 метров. Даже после изменений в проекте его стоимость оценивалась более чем в 300 миллиардов иен, что более чем в три раза превышало стоимость Олимпийского стадиона в Лондоне и более чем в пять раз — Олимпийского стадиона в Пекине.
В июне 2015 года правительство Японии достигло соглашения с корпорациями Taisei и Takenaka о строительстве стадиона общей стоимостью около 250 миллиардов иен. В обновлённом проекте сохранялась конструкцию стальной арки, одновременно сократив постоянную вместимость стадиона до 65 000 при наличии беговых дорожек и с дополнительными 15 000 временными сидениями, позволяющими увеличить вместимость арены до 80 000 человек во время проведения футбольных матчей и Чемпионата мира по регби 2019 года.
17 июля 2015 года премьер-министр Японии Синдзо Абэ объявил, что планы по строительству нового Национального стадиона будут существенно изменены на фоне общественного недовольства расходами на него. Абэ также заявил, что стадион не сможет принять у себя матчи чемпионата мира по регби, так как он будет построен непосредственно к началу Олимпийских игр 2020 года.
28 августа 2015 года правительство Японии опубликовало новые стандарты реконструкции Национального стадиона. Фиксированная вместимость составила 68 000 человек, которая могла быть увеличена до 80 000 за счёт использования временных мест вместо легкоатлетических дорожек. Было принято решение отказаться от строительства выдвижной крыши, её должна была заменить постоянная крыша, расположенная только над зрительскими местами.
Также из проекта исчезли идеи создания спортивного музея и воздушной тропы, а количество VIP-залов и мест было сокращено. Кроме того, была уменьшена площадь подземные парковки. В результате этих изменений площадь участка со стадионом составила 0,1985 км², что на 13 % меньше, чем изначально планировалось отдать под арену. Отказались и от идеи кондиционирования воздуха на стадионе, что было сделано по просьбе премьер-министра Японии Синдзо Абэ. И когда вице-президента оргкомитета «Токио-2020» Тосиаки Эндо спросили: не стоит ли и вовсе отказаться от проведения игр в столице Японии, тот ответил что во всём мире кондиционеры установлены только на двух стадионах, и они могут охлаждать температуру только на 2 или 3 °C.
Правительство планировало принять решение о подрядчиках и проекте к декабрю 2015 года, а строительство должно было начаться не позднее декабря 2016 года. Проектировщики вместе с подрядчиками представили проект вместе со сметой стоимости и сроков строительства. Было решено, что легкоатлетические дорожки будут постоянными и не будут заменяться на дополнительные 12 000 мест в случае какой-либо будущей заявки на проведение Чемпионата мира по футболу. К 18 сентября 2015 года два подрядчика подали заявки на участие в строительстве стадиона: корпорация Taisei, работающая с архитектором Кэнго Кумой, и консорциум из нескольких крупных японских подрядчиков, включая корпорации Takenaka, Shimizu и Obayashi, работающие с архитектором Тоёо Ито. Заха Хадид же не смогла найти японского подрядчика, готового работать с её проектом, и поэтому была вынуждена отказаться от попыток повторно представить свой переработанный проект в новом конкурсе.
21 декабря 2015 года Спортивный совет Японии объявил, что Кума и корпорация Taisei были выбраны для проектирования и строительства Национального олимпийского стадиона. Строительные работы начались в декабре 2016 года и должны были завершиться 30 ноября 2019 года, когда стадион должен быть передан в ведение Международному олимпийскому комитету для проведения необходимых игр и подготовки к церемонии, включая тестовые мероприятия. Вместимость во время проведения летних Олимпийских игр составила 60 102 человека и она будет уменьшена для Паралимпийских игр до 57 750 человек, чтобы добавить больше мест для инвалидов.
Торжественное открытие стадиона состоялось 21 декабря 2019 года. Финал футбольного Кубка Императора 2019 года, состоявшийся 1 января 2020 года, стал первым официальным спортивным событием, проведённым на этом стадионе. Клуб «Виссел Кобе» по итогам этого матча выиграл свой первый в истории трофей.

## Галерея

### Конструкция
- Ноябрь 2016
- Май 2017
- Июль 2017
- Сентябрь 2017
- Ноябрь 2017
- Январь 2018
- Март 2018

- Август 2018
- Октябрь 2018
- Январь 2019
- Март 2019
- Май 2019
- Сентябрь 2019
- Декабрь 2019
- Декабрь 2019
- Декабрь 2019
- Декабрь 2019